# Alfredo Molinas
Alfredo Molinas Bellido (Barcelona, 1923-ibidem, 31 de diciembre de 2021) fue un abogado y empresario español. Presidió la patronal catalana Fomento del Trabajo entre 1978 y 1994.

## Biografía
Se especializó en derecho marítimo internacional y ejerció la abogacía entre 1946 y 1962. 
En 1977 participó en la reconstitución de Fomento del Trabajo Nacional con Carlos Ferrer Salat y Jos M. Pujol-Xicoy, y fue su presidente entre 1978 y 1994, año en que se jubiló. Molinas impulsó sucesivos acuerdos sociales con los sindicatos y el Gobierno de la Generalidad de Cataluña en la década de los 80. Un trabajo que culminó en 1993, cuando se firmó el acuerdo Interprofesional de Cataluña que llevaría a la creación del Tribunal Laboral de Cataluña.
También fue vicepresidente de la CEOE, vicepresidente de la Autoridad Portuaria de Barcelona y vocal del Consejo General del Consorcio de la Zona Franca y presidente de la Fundación CETMO (Centro de Estudios del Transporte del Mediterráneo Occidental). 

## Distinciones
- Commendatore del Ordine al merito della Repubblica Italiana
- Officier de la Légion d'Honneur Française
- Medalla Francesc Macià (2006)
- Medalla de Oro al Mérito en el Trabajo (2011)